# Perissomerus ruficollis
Perissomerus ruficollis är en skalbaggsart som beskrevs av Martins 1961. Perissomerus ruficollis ingår i släktet Perissomerus och familjen långhorningar. Inga underarter finns listade i Catalogue of Life.